# Анастасино (Пермский край)
Анастасино — деревня в Чернушинском районе Пермского края. Входит в состав Тюинского сельского поселения.
Находится примерно в 17 км к востоку от центра города Чернушки.

## Население
В 2005 году численность населения составляла 32 человека.
По результатам переписи 2010 года численность населения составила 19 человек, в том числе 12 мужчин и 7 женщин.